# مسابقة الأغنية الأوروبية للأطفال
مسابقة الأغنية الأوروبية للأطفال أو مسابقة يوروفيجن للأطفال (بالإنجليزية: Junior Eurovision Song Contest)‏ هي مُسابقة غنائية للأطفال يُنظمها اتحاد البث الأوروبي سنوياً مُنذ سنة 2003، ويُشارك فيه الدول الأعضاء في اتحاد الإذاعات الأوروبية. يُقام في مدينة أوروبية مُختَلفة كل عام، ويُمكن للمدينة استضافة الحدث أكثر من مرة.
المنافسة تُشبه بشكل كبير مسابقة الأغنية الأوروبية التي أخذت اسمها. كل إذاعة مُشاركة تُرسل مجموعة أو فرد تبلغ أعمارهم من 10 إلى 15 سنة. يصل طول الأغنية التي يُمثلها الفريق بين دقيقتين و 45 ثانية إلى 3 دقائق، وتتنافس كل مجموعة التي تمثل بلد مُعين ضد المشاركات الأخرى. يقوم المشاهدين بالتصويت للعروض المُفضلة لديهم، بالإضافة لوجود لجنة تحكيم تقوم بالتصويت ايضاً من كل بلد مُشارك.

## انظر ايضاً
- ايليا فولكوف
- ميخائيل سميرنوف

## روابط خارجية
- مسابقة الأغنية الأوروبية للأطفال على موقع ميوزك برينز (الإنجليزية)